# Andreas Kern (Schauspieler)

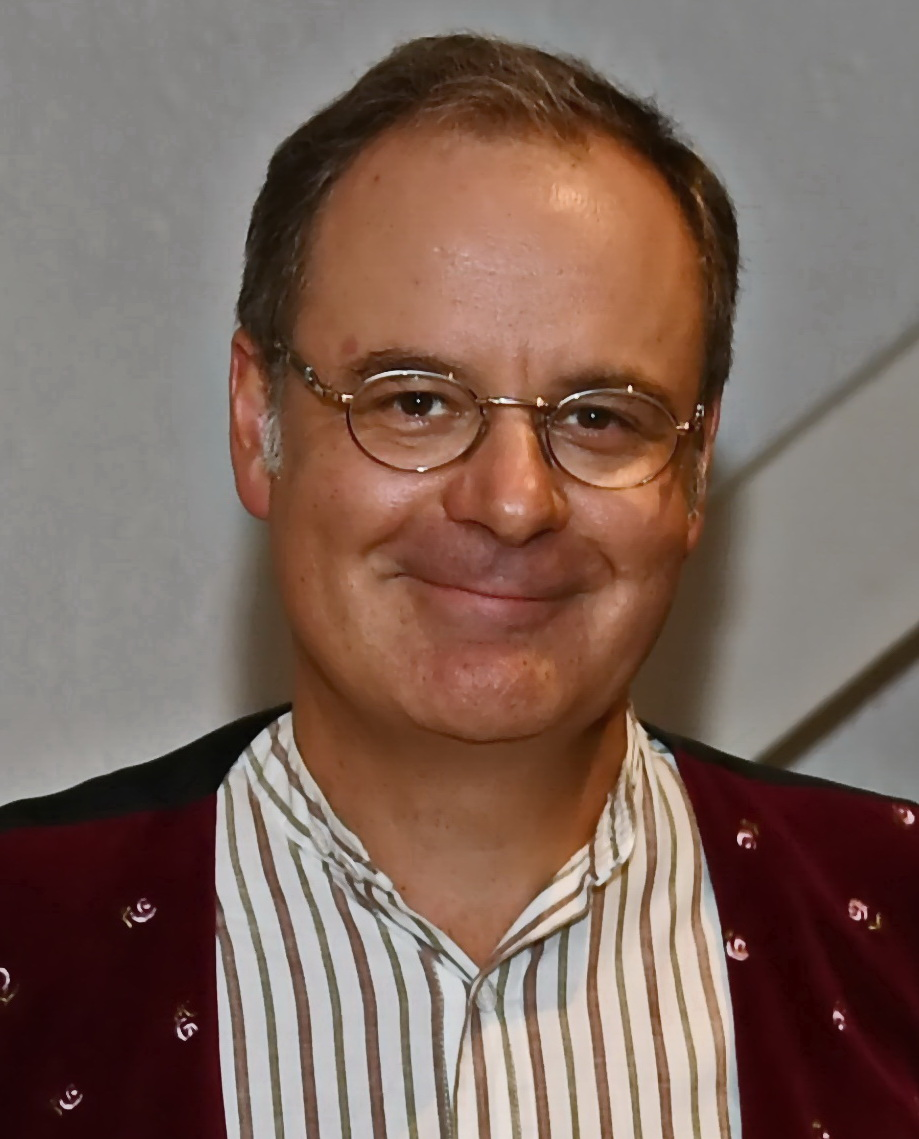
Andreas Kern, 2018

Andreas „Andi“ Kern (* 1965 in Gmund am Tegernsee) ist ein deutscher Volksschauspieler, Regisseur und Autor.

## Leben
Er ist der jüngste Sohn von Lothar Kern und Amsi Kern. Er hatte mehrere Auftritte beim Komödienstadel.
Er trat in zahlreichen Aufführungen des Chiemgauer Volkstheaters auf, das von seinem Halbbruder Bernd Helfrich und dessen Frau Mona Freiberg geführt wird. Dabei wurden auch immer wieder Stücke vom BR aufgezeichnet und im Fernsehen ausgestrahlt.
Seit 2009 hat Andreas Kern die Leitung des Tegernseer Volkstheaters inne. Seine Tochter Fanny Kern spielte bereits in jungen Jahren u. a. bei Produktionen des Tegernseer Volkstheaters mit.

## Filmographie (Auswahl)
- 1984: Franz Xaver Brunnmayr (1.01, 1 Folge)
- 1990: Die hölzerne Jungfrau (Komödienstadel)
- 1992–1993: Forsthaus Falkenau (Episoden 31–43)
- 1992–2019: Chiemgauer Volkstheater (107 Folgen)
- 1993: Verkehrsgericht: Eingesperrt im Kofferraum
- 2014: Schneesturm (Tegernseer Volkstheater)